# 니이다촌 (고치현)
니이다촌(일본어: 仁井田村)은 일본 고치현 다카오카군에 있던 촌이다. 현재의 시만토정 동부에 해당한다.

## 역사
- 1889년 4월 1일 - 정촌제 시행에 의해 10촌의 구역으로 성립하였다.
- 1955년 1월 1일 - 구 구보카와정, 오키쓰촌, 히가시마타촌, 마쓰바카와촌과 합병해, 새로운 구보카와정이 성립, 동일 니이다촌은 폐지되었다.

## 교통

### 철도
- 일본국유철도
  - 도산선

### 도로
- 국도 제197호선 (현 국도 제56호선)

현재는 구촌 지역에 고치 자동차도의 시만토정 히가시 인터체인지와 시만토정 주오 나들목이 있지만, 당시에는 미개통 상태였다.

## 참고 문헌
- 角川日本地名大辞典編纂委員会,『角川日本地名大辞典 39 高知県』1983, 角川書店